# Rose Namajunas
Rose Namajunas, née le 29 juin 1992 à Milwaukee au Wisconsin, est une pratiquante d'arts martiaux mixtes (MMA) américaine d'origine lituanienne.
Elle commence une carrière dans les MMA d'abord en amateur dès 2010, puis en professionnel début 2013 au sein de l'Invicta FC. Après trois combats au sein de cette organisation, elle intègre en 2014 la compétition The Ultimate Fighter inaugurant la catégorie des poids pailles et intronisant la nouvelle championne de cette nouvelle division à l'Ultimate Fighting Championship (UFC). Namajunas se hisse jusqu'en finale mais échoue à décrocher le titre face à Carla Esparza. Elle continue ensuite sa carrière dans cette plus importante organisation mondiale de la discipline. 
Après plusieurs victoires, elle remporte la ceinture de championne en novembre 2017 face à la Polonaise Joanna Jędrzejczyk. Elle défend ce titre à une reprise face à la même adversaire avant de s'incliner face à Jéssica Andrade en mai 2019. Rose Namajunas retrouve le sommet du classement en avril 2021 en battant Zhang Weili avant d'être défaite par Carla Esparza en mai 2022.

## Parcours en arts martiaux mixtes

### Début de carrière en amateur
Rose Namajunas fait ses débuts en compétition à l'âge de 20 ans sur le circuit amateur. Elle réalise un parcours sans faute, obtenant quatre victoires dont deux par KO et deux sur décision.

### Invicta Fighting Championships
Le 5 janvier 2013, Rose Namajunas participe pour la première fois à un combat professionnel avec l'Invicta Fighting Championships se déroulant à Kansas City. Elle est opposée à l'américaine Emily Kagan lors de l'événement Invicta FC 4: Esparza vs. Hyatt. Elle remporte la victoire par soumission au troisième round et bénéficie également de la récompense de soumission de la soirée.

### Ultimate Fighting Championship

#### The Ultimate Fighter
Le 12 décembre 2014, Rose Namajunas participe, à Las Vegas, pour la première fois à un événement de la plus grande organisation mondiale d'arts martiaux mixtes, l'Ultimate Fighting Championship. Ce jour-là, à l'occasion de The Ultimate Fighter: A Champion Will Be Crowned Finale, l'organisation inaugure l'entrée en lice de la catégorie des poids pailles. Elle est opposée, à l'américaine Carla Esparza. Rose Namajunas subit un étranglement arrière lors de la troisième reprise du combat, abandonne et laisse la victoire à son adversaire.

#### Premières victoires
L'UFC annonce le 25 février 2015 une opposition entre Namajunas et l'américaine Nina Ansaroff lors de l'UFC 187 du 23 mai 2015.
Le jour de l'événement, Nina Ansaroff est cependant déclarée inapte à combattre par les médecins pour syndrome grippal et le combat est annulé. La veille lors de la pesée, la combattante affichait un poids de 120 lb (55 kg), bien au-dessus des 114 lb (52 kg), limite supérieure de la catégorie. Ce dépassement de poids était consécutif à son état de santé.
Le 3 octobre 2015 lors de l'UFC 192, elle gagne par soumission contre Angela Hill au premier round. 
Namajunas accepte de remplacer Joanne Calderwood à la dernière minute pour combattre face à Paige VanZant lors de l'UFC Fight Night 80, le 10 décembre 2015.
Malgré son manque de préparation, elle arrive à amener son adversaire huit fois au sol et dominer jusqu'au cinquième round. Elle finit enfin par remporter la victoire sur un étranglement et obtient un bonus de performance de la soirée. 
Le 16 avril 2016, elle participe à l'événement UFC on Fox 19 où elle prend sa revanche en gagnant par décision unanime face à Tecia Torres contre qui elle avait perdu lors du Invicta FC 6 en 2013.
Le 30 juillet 2016, Namajunas affronte Karolina Kowalkiewicz dans un combat éliminatoire pour le titre des poids pailles. Malgré un combat très serré elle s'incline par décision partagée. Elle empoche néanmoins, avec son adversaire du soir, le bonus de combat de la soirée. 
Namajunas fait ensuite face à Michelle Waterson le 15 avril 2017 lors de l'évènement UFC on Fox 24. Elle gagne au deuxième round par étranglement. Ce combat lui offre la chance d'entamer les négociations pour un combat pour le titre. 

#### Championne des poids pailles
Lors de l'UFC 217 du 4 novembre 2017, elle remporte le titre de championne des poids pailles au premier round par TKO contre Joanna Jedrzejczyk. Invaincue en 14 combats, la Polonaise était largement favorite sur le papier. Mais un coup du gauche sonne violemment la championne qui finit au sol presque inconsciente. Namajunas se jette dessus, abandon de Joanna Jedrzeiczyk. Il s'agit du premier KO de sa carrière professionnelle. Elle obtient à nouveau un bonus de performance de la soirée'.
Pour sa première défense de titre, Rose Namajunas accepte la revanche contre Jedrzejczyk, le 7 avril 2018 lors de l'UFC 223. Elle conserve sa ceinture sur une victoire par décision unanime.

#### Perte du titre et revanche
Sa deuxième défense de titre se fait le 11 mai 2019 lors de l'UFC 237 face à Jéssica Andrade. Namajunas domine tout le combat mais lors de la moitié du second round Andrade réalise un slam qui met KO la championne. 
Entre-temps, Jéssica Andrade perd sa ceinture face à Weili Zhang. Elle offre alors une revanche à Namajumas le 18 avril 2020 lors de l'UFC 249. Cependant après le décès de plusieurs membres de sa famille des suites du Covid-19[réf. nécessaire],elle abandonne et le combat est réorganisé peu après pour le 12 juillet 2020 lors de l'UFC 251. Rose Namajunas domine les deux premiers rounds mais perd largement le troisième, finissant en grande difficulté au sol lors de la fin du combat. Elle remporte quand même le combat par décision partagée et obtient le bonus de combat de la soirée[réf. nécessaire].

#### Récupération du titre des poids pailles
Elle affronte la championne Weili Zhang le 24 avril 2021 lors de l'UFC 261. Namajunas est loin d’être favorite mais réussit à créer la surprise en mettant KO d'un coup de pied à la tête la Chinoise. Elle recupère le titre de championne des poids pailles et obtient le bonus de performance de la soirée.

## Controverses
À l'occasion du combat l'opposant à Weili Zhang, Namajunas déclare lors d'une interview pour la chaîne lituanienne LRT ses opinions sur le communisme. Elle explique que le fait que son adversaire soit communiste est une motivation pour la victoire et finit par une citation utilisé par les États-Unis lors de la guerre froide , « Plutôt mort que rouge. » 

## Palmarès

### Distinctions
- Ultimate Fighting Championship
  - Championne des poids pailles de l'UFC (2017-2019)
  - Championne des poids pailles de l'UFC (2021-2022)
  - Performance de la soirée (trois fois) contre Paige VanZant, Joanna Jedrzejczyk et Weili Zhang
  - Combat de la soirée (trois fois) contre Karolina Kowalkiewicz et Jéssica Andrade (x2)
- Invicta FC
  - Soumission de la soirée (une fois)

### Palmarès en arts martiaux mixtes
| 21 combats     | 14 victoires | 7 défaites |
| Par KO         | 2            | 1          |
| Par soumission | 5            | 1          |
| Sur décision   | 7            | 5          |

| Résultat | Record | Adversaire            | Méthode                                            | Événement                                               | Date             | Round | Temps | Lieu                              | Notes                                                                   |
| -------- | ------ | --------------------- | -------------------------------------------------- | ------------------------------------------------------- | ---------------- | ----- | ----- | --------------------------------- | ----------------------------------------------------------------------- |
| Victoire | 14-7   | Miranda Maverick      | Décision unanime                                   | UFC sur ESPN : Usman contre Buckley                     | 14 juin 2025     | 3     | 5:00  | Atlanta, Géorgie, États-Unis      |                                                                         |
| Défaite  | 13-7   | Erin Blanchfield      | Décision unanime                                   | UFC Fight Night: Moreno vs. Albazi                      | 3 novembre 2024  | 5     | 5:00  | Edmonton, Canada                  |                                                                         |
| Victoire | 13-6   | Tracy Cortez          | Décision unanime                                   | UFC Fight Night: Namajunas vs. Cortez                   | 13 juillet 2024  | 5     | 5:00  | Denver, Colorado, États-Unis      |                                                                         |
| Victoire | 12-6   | Amanda Ribas          | Décision partagée                                  | UFC Fight Night: Ribas vs. Namajunas                    | 23 mars 2024     | 5     | 5:00  | Las Vegas, Nevada, États-Unis     |                                                                         |
| Défaite  | 11-6   | Manon Fiorot          | Décision unanime                                   | UFC Fight Night: Gane vs. Spivak                        | 2 septembre 2023 | 3     | 5:00  | Paris, France                     | Débuts dans la catégorie flyweight.                                     |
| Défaite  | 11-5   | Carla Esparza         | Décision partagée                                  | UFC 274: Oliveira vs. Gaethje                           | 7 mai 2022       | 5     | 5:00  | Phoenix, Arizona, États-Unis      | Perd le titre des poids pailles de l'UFC.                               |
| Victoire | 11-4   | Weili Zhang           | Décision partagée                                  | UFC 268: Usman vs. Colby Covington                      | 7 novembre 2021  | 5     | 5:00  | New York, New York, États-Unis    | Défend le titre des poids pailles de l'UFC.                             |
| Victoire | 10–4   | Weili Zhang           | KO (coup de pied à la tête et coups de poing)      | UFC 261: Usman vs. Masvidal 2                           | 24 avril 2021    | 1     | 1:18  | Jacksonville, Floride, États-Unis | Remporte le titre des poids pailles de l'UFC. Performance de la soirée. |
| Victoire | 9-4    | Jéssica Andrade       | Décision partagée                                  | UFC 251: Usman vs. Masvidal                             | 12 juillet 2020  | 3     | 5:00  | Abou Dabi, Émirats Arabes Unis    | Combat de la soirée.                                                    |
| Défaite  | 8-4    | Jéssica Andrade       | KO (slam)                                          | UFC 237: Namajunas vs. Andrade                          | 11 mai 2019      | 2     | 2:58  | Rio de Janeiro, Brésil            | Perd le titre des poids pailles de l'UFC. Combat de la soirée.          |
| Victoire | 8–3    | Joanna Jędrzejczyk    | Décision unanime                                   | UFC 223: Nurmagomedov vs. Iaquinta                      | 7 avril 2018     | 5     | 5:00  | New York, New York, États-Unis    | Défend le titre des poids pailles de l'UFC.                             |
| Victoire | 7–3    | Joanna Jędrzejczyk    | KO (coups de poing)                                | UFC 217: Bisping vs. St-Pierre                          | 4 novembre 2017  | 1     | 3:03  | New York, New York, États-Unis    | Remporte le titre des poids pailles de l'UFC. Performance de la soirée. |
| Victoire | 6–3    | Michelle Waterson     | Soumission (étranglement arrière)                  | UFC on Fox: Johnson vs. Reis                            | 15 avril 2017    | 2     | 2:47  | Kansas City, Missouri, États-Unis |                                                                         |
| Défaite  | 5–3    | Karolina Kowalkiewicz | Décision partagée                                  | UFC 201: Lawler vs. Woodley                             | 30 juillet 2016  | 3     | 5:00  | Atlanta, Géorgie, États-Unis      | Combat de la soirée.                                                    |
| Victoire | 5–2    | Tecia Torres          | Décision unanime                                   | UFC on Fox: Teixeira vs. Evans                          | 16 avril 2016    | 3     | 5:00  | Tampa, Floride, États-Unis        |                                                                         |
| Victoire | 4–2    | Paige VanZant         | Soumission (étranglement arrière)                  | UFC Fight Night: Namajunas vs. VanZant                  | 10 décembre 2015 | 5     | 2:25  | Las Vegas, Nevada, États-Unis     | Performance de la soirée.                                               |
| Victoire | 3-2    | Angela Hill           | Soumission technique (étranglement arrière debout) | UFC 192: Cormier vs. Gustafsson                         | 3 octobre 2015   | 1     | 2:47  | Houston, Texas, États-Unis        |                                                                         |
| Défaite  | 2-2    | Carla Esparza         | Soumission (étranglement arrière)                  | The Ultimate Fighter: A Champion Will Be Crowned Finale | 12 décembre 2014 | 3     | 1:26  | Las Vegas, Nevada, États-Unis     | Inauguration de la catégorie des poids pailles à l'UFC.                 |
| Défaite  | 2-1    | Tecia Torres          | Décision unanime                                   | Invicta FC 6: Coenen vs. Cyborg                         | 13 juillet 2013  | 3     | 5:00  | Kansas City, Missouri, États-Unis |                                                                         |
| Victoire | 2-0    | Kathina Catron        | Soumission (clé de bras à la volée)                | Invicta FC 5: Penne vs. Waterson                        | 5 avril 2013     | 1     | 0:12  | Kansas City, Missouri, États-Unis |                                                                         |
| Victoire | 1-0    | Emily Kagan           | Soumission (étranglement arrière)                  | Invicta FC 4: Esparza vs. Hyatt                         | 5 janvier 2013   | 3     | 3:44  | Kansas City, Kansas, États-Unis   | Soumission de la soirée.                                                |